# 페라리 456
페라리 456(영어: Ferrari 456)과 456M은 페라리에서 1992년부터 2003년까지 생산했던 GT카이다.

## 생산 댓수
페라리 456의 총 생산댓수는 3,289대이다.
- 456: 1,951대
- 456 GT: 1,548대
- 456 GTA: 403대
- 456M: 1,338 대
- 456M GT: 688대
- 456M GTA: 650대

## 성능
제조업체 추정에 따르면 456 GT는 309km/h (192mph)의 최고 속도를 달성할 수 있다.
1995년식 페라리 456 GT의 Car & Driver 매거진 테스트 결과
- 가속럭: 0-97 km/h (60 mph): 4.8
- 1/4 마일,초/시속: 13.3/107
- 제동 70-0 mph: 170 ft
- 가속도 : 0.89g

1995년식 456 GT의 Road & Track 매거진 테스트 결과
- 60-0 mph 제동: 124 ft

1997년식 456 GTA에 대한 모터 트렌드 매거진 테스트 결과
- 최고속도: 177 mph

## 수상
456에 사용된 5.5L V12 엔진은 2000년과 2001년에 올해의 국제 엔진상에서 4리터 이상의 등급을 부여받았다.

## 갤러리

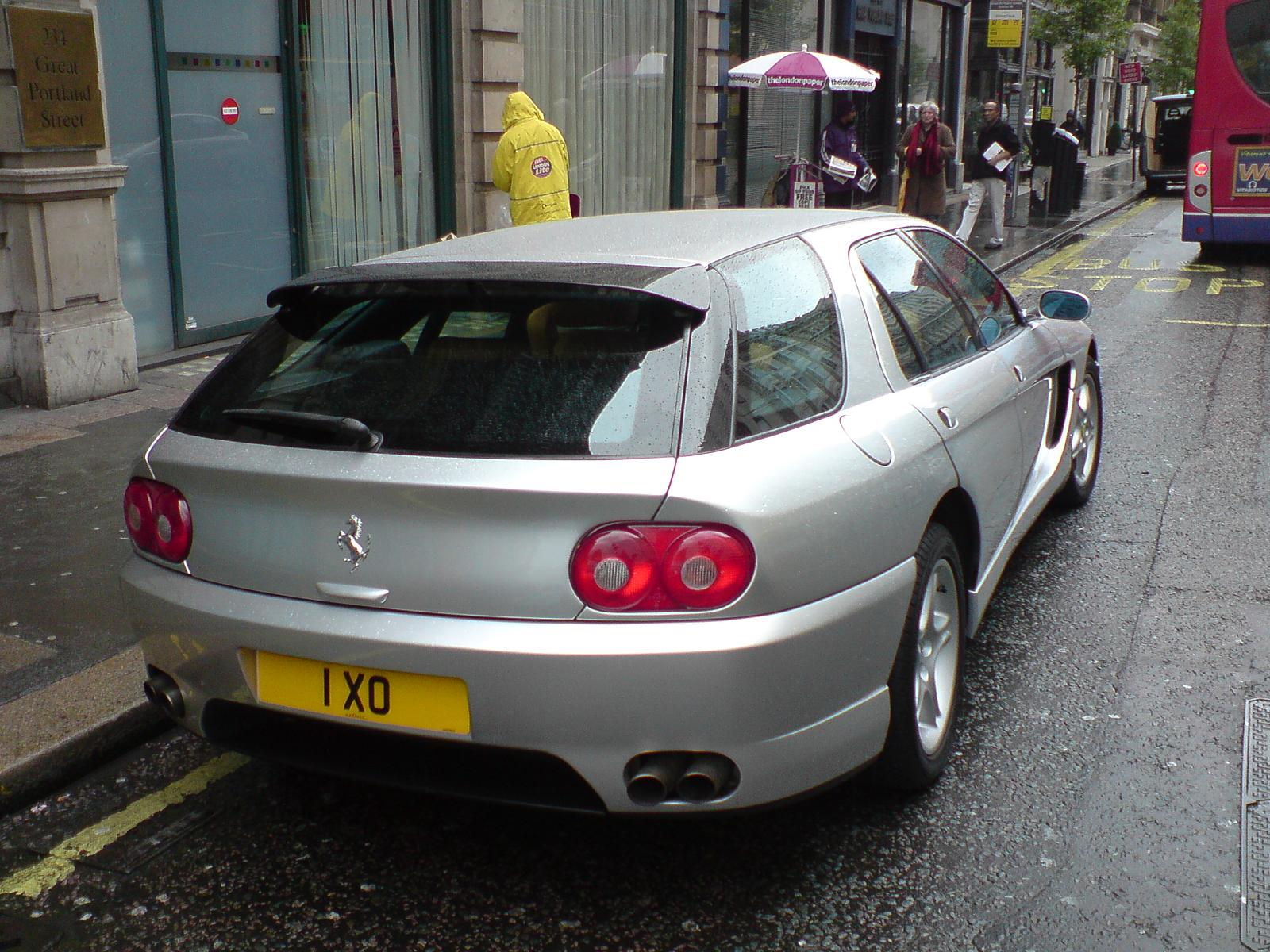
The 456 GT Venice (rear)
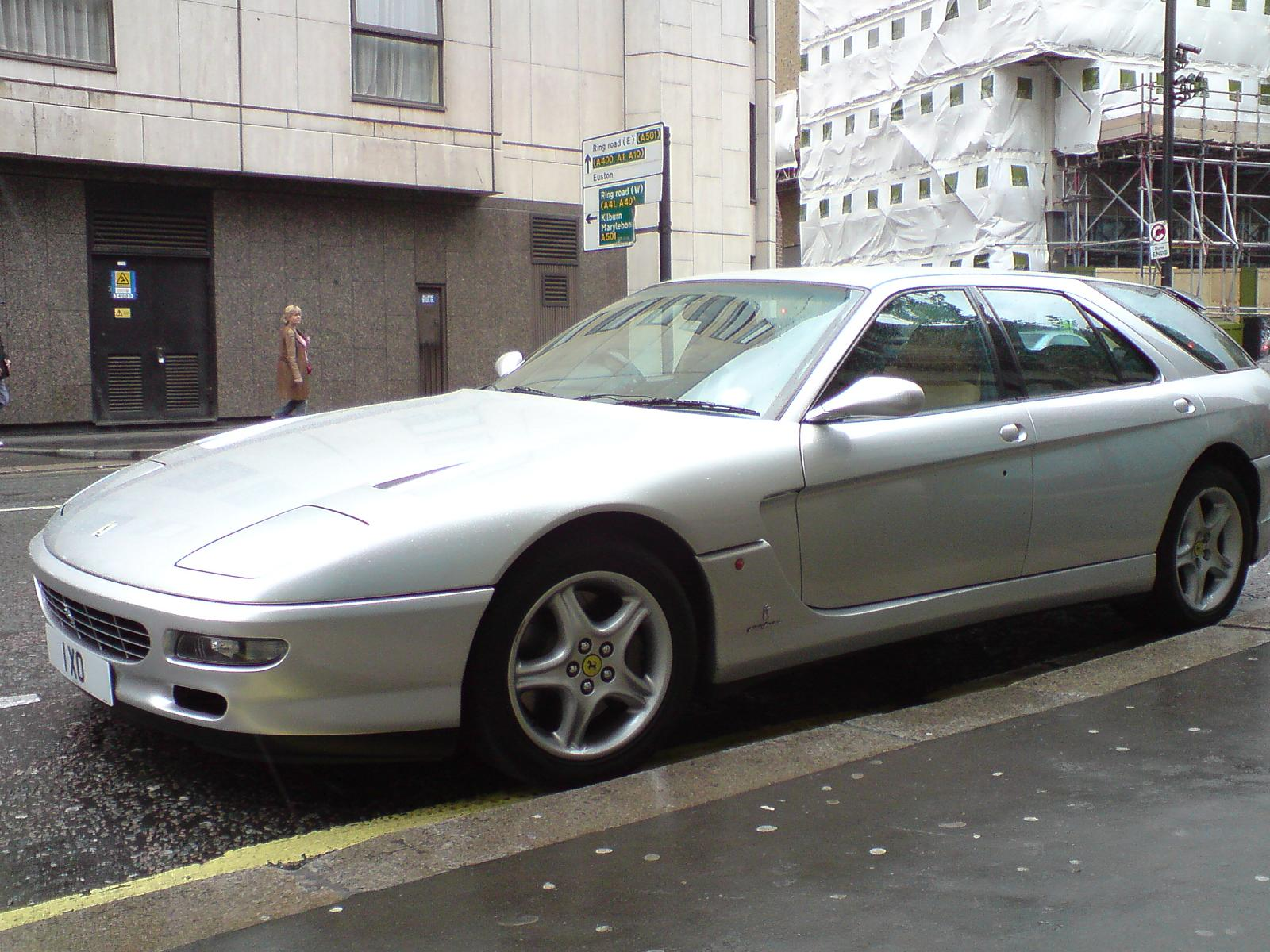
The 456 GT Venice
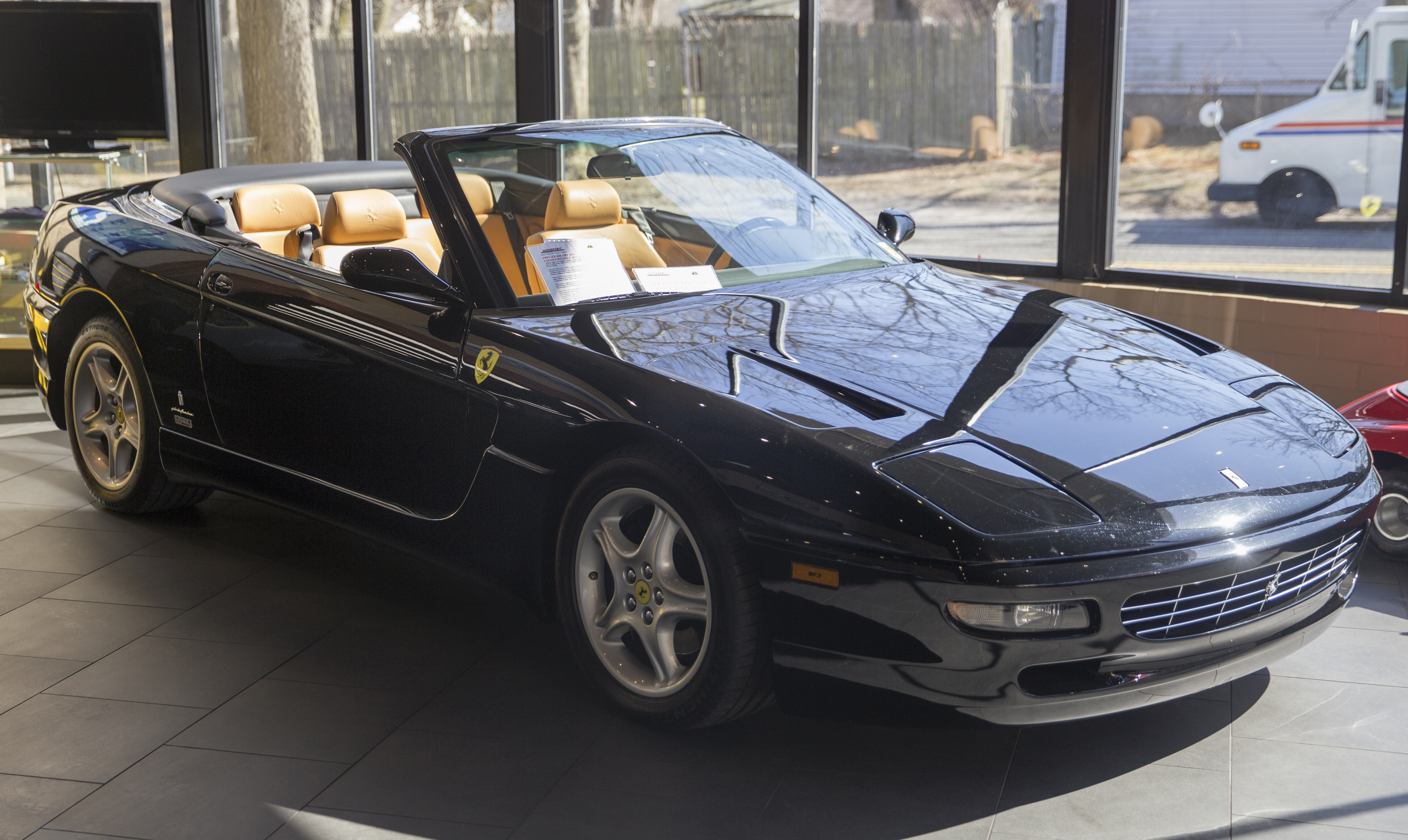
One of three convertibles built by R. Straman